# انجمن ورزشی دانشگاهی اروپا
انجمن ورزشی دانشگاهی اروپا (به انگلیسی: European University Sports Association) یک سازمان مردم‌نهاد است که در زمینه ورزش دانشگاهی در اروپا فعالیت می‌کند.